# هری بی. گری
هری بی. گری (انگلیسی: Harry Barkus Gray؛ زاده ۱۴ نوامبر ۱۹۳۵) یک شیمی‌دان اهل ایالات متحده آمریکا است.